# Temporada 1984 de Fórmula 1
Resumen de la temporada 1984 de Fórmula 1, en la cual el austriaco Niki Lauda obtuvo su tercer y último campeonato con una ventaja de apenas medio punto sobre el subcampeón el francés Alain Prost. Por otro lado, McLaren-TAG ganó el campeonato de constructores con más de 80 puntos sobre el segundo clasificado. Estuvo compuesta por 16 Grandes Premios.

## Escuderías y pilotos
La siguiente tabla muestra los equipos para la temporada 1984 de Fórmula 1.
Nuevamente se mantuvo el sistema de numeración adoptado en la temporada 1974, tomando como parámetros el par numérico "1-2" para el piloto campeón y su escudero, y los resultados del Campeonato de constructores 1973 para designar la numeración de los demás equipos.
Dado que el campeón 1983 Nelson Piquet, pintó el "1" en el morro de su Brabham BT53, el equipo Brabham MRD International intercambió sus dorsales nuevamente con el equipo Williams Grand Prix Engineering. Este equipo volvió a utilizar el par numérico "5-6".
Pocas novedades se produjeron en esta temporada, destacándose el fin de la alianza comercial entre el Grupo Benetton y Tyrrell Racing, yendo el gigante textil italiano a patrocinar al equipo Alfa Romeo.  Por otra parte, se produjo en esta temporada el debut del brasileño Ayrton Senna, dentro de la escudería Toleman, la cual a diferencia de la temporada anterior, pasó a utilizar el par numérico "19-20" que se hallaba vacante.
| Equipo                          | Chasis     | Chasis       | Motor                                           | Neu. | N.º | Piloto             | Rondas        |
| ------------------------------- | ---------- | ------------ | ----------------------------------------------- | ---- | --- | ------------------ | ------------- |
| MRD International               | Brabham    | BT53         | BMW M12 1.5 L4t                                 | M    | 1   | Nelson Piquet      | Todas         |
| MRD International               | Brabham    | BT53         | BMW M12 1.5 L4t                                 | M    | 2   | Teo Fabi           | 1–5, 8, 10–15 |
| MRD International               | Brabham    | BT53         | BMW M12 1.5 L4t                                 | M    | 2   | Corrado Fabi       | 6–7, 9        |
| MRD International               | Brabham    | BT53         | BMW M12 1.5 L4t                                 | M    | 2   | Manfred Winkelhock | 16            |
| Tyrrell Racing Organisation     | Tyrrell    | 012          | Ford Cosworth DFY 3.0 V8                        | G    | 3   | Martin Brundle     | 1–9           |
| Tyrrell Racing Organisation     | Tyrrell    | 012          | Ford Cosworth DFY 3.0 V8                        | G    | 3   | Stefan Johansson   | 10–13         |
| Tyrrell Racing Organisation     | Tyrrell    | 012          | Ford Cosworth DFY 3.0 V8                        | G    | 4   | Stefan Bellof      | 1–10, 12–13   |
| Tyrrell Racing Organisation     | Tyrrell    | 012          | Ford Cosworth DFY 3.0 V8                        | G    | 4   | Mike Thackwell     | 11            |
| Williams Grand Prix Engineering | Williams   | FW09 FW09B   | Honda RA163E 1.5 V6t Honda RA164E 1.5 V6t       | G    | 5   | Jacques Laffite    | Todas         |
| Williams Grand Prix Engineering | Williams   | FW09 FW09B   | Honda RA163E 1.5 V6t Honda RA164E 1.5 V6t       | G    | 6   | Keke Rosberg       | Todas         |
| Marlboro McLaren International  | McLaren    | MP4/2        | TAG Porsche Turbo TTE PO1 1.5 V6t               | M    | 7   | Alain Prost        | Todas         |
| Marlboro McLaren International  | McLaren    | MP4/2        | TAG Porsche Turbo TTE PO1 1.5 V6t               | M    | 8   | Niki Lauda         | Todas         |
| Skoal Bandit Formula 1 Team     | RAM        | 01 02        | Hart 415T 1.5 L4t                               | P    | 9   | Philippe Alliot    | Todas         |
| Skoal Bandit Formula 1 Team     | RAM        | 01 02        | Hart 415T 1.5 L4t                               | P    | 10  | Jonathan Palmer    | 1–6, 8–16     |
| Skoal Bandit Formula 1 Team     | RAM        | 01 02        | Hart 415T 1.5 L4t                               | P    | 10  | Mike Thackwell     | 7             |
| John Player Team Lotus          | Lotus      | 95T          | Renault EF4B 1.5 V6t                            | G    | 11  | Elio de Angelis    | Todas         |
| John Player Team Lotus          | Lotus      | 95T          | Renault EF4B 1.5 V6t                            | G    | 12  | Nigel Mansell      | Todas         |
| Team ATS                        | ATS        | D7           | BMW M12/13 1.5 L4t                              | P    | 14  | Manfred Winkelhock | 1–14          |
| Team ATS                        | ATS        | D7           | BMW M12/13 1.5 L4t                              | P    | 14  | Gerhard Berger     | 16            |
| Team ATS                        | ATS        | D7           | BMW M12/13 1.5 L4t                              | P    | 31  | Gerhard Berger     | 12, 14–15     |
| Equipe Renault Elf              | Renault    | RE50         | Renault EF4 1.5 V6t                             | M    | 15  | Patrick Tambay     | Todas         |
| Equipe Renault Elf              | Renault    | RE50         | Renault EF4 1.5 V6t                             | M    | 16  | Derek Warwick      | Todas         |
| Equipe Renault Elf              | Renault    | RE50         | Renault EF4 1.5 V6t                             | M    | 33  | Philippe Streiff   | 16            |
| Barclay Nordica Arrows BMW      | Arrows     | A6           | Ford Cosworth DFV 3.0 V8                        | G    | 17  | Marc Surer         | 1–3, 5, 7–8   |
| Barclay Nordica Arrows BMW      | Arrows     | A6           | Ford Cosworth DFV 3.0 V8                        | G    | 18  | Thierry Boutsen    | 1–2, 4        |
| Barclay Nordica Arrows BMW      | Arrows     | A7           | BMW M12/13 1.5 L4t                              | G    | 17  | Marc Surer         | 4, 6, 9–16    |
| Barclay Nordica Arrows BMW      | Arrows     | A7           | BMW M12/13 1.5 L4t                              | G    | 18  | Thierry Boutsen    | 3, 5–16       |
| Toleman Group Motorsport        | Toleman    | TG183B TG184 | Hart 415T 1.5 L4t                               | P M  | 19  | Ayrton Senna       | 1–13, 15–16   |
| Toleman Group Motorsport        | Toleman    | TG183B TG184 | Hart 415T 1.5 L4t                               | P M  | 19  | Stefan Johansson   | 14            |
| Toleman Group Motorsport        | Toleman    | TG183B TG184 | Hart 415T 1.5 L4t                               | P M  | 20  | Johnny Cecotto     | 1–10          |
| Toleman Group Motorsport        | Toleman    | TG183B TG184 | Hart 415T 1.5 L4t                               | P M  | 20  | Pierluigi Martini  | 14            |
| Toleman Group Motorsport        | Toleman    | TG183B TG184 | Hart 415T 1.5 L4t                               | P M  | 20  | Stefan Johansson   | 15–16         |
| Spirit Racing                   | Spirit     | 101B 101C    | Hart 415T 1.5 L4t                               | P    | 21  | Mauro Baldi        | 1–6, 15–16    |
| Spirit Racing                   | Spirit     | 101B 101C    | Hart 415T 1.5 L4t                               | P    | 21  | Huub Rothengatter  | 7, 9–14       |
| Spirit Racing                   | Spirit     | 101C         | Ford Cosworth DFV 3.0 V8                        | P    | 21  | Huub Rothengatter  | 8             |
| Benetton Team Alfa Romeo        | Alfa Romeo | 184T         | Alfa Romeo 890T 1.5 V8t                         | G    | 22  | Riccardo Patrese   | Todas         |
| Benetton Team Alfa Romeo        | Alfa Romeo | 184T         | Alfa Romeo 890T 1.5 V8t                         | G    | 23  | Eddie Cheever      | Todas         |
| Osella Squadra Corse            | Osella     | FA1F FA1E    | Alfa Romeo 890T 1.5 V8t Alfa Romeo 1260 3.0 V12 | P    | 24  | Piercarlo Ghinzani | Todas         |
| Osella Squadra Corse            | Osella     | FA1F FA1E    | Alfa Romeo 890T 1.5 V8t Alfa Romeo 1260 3.0 V12 | P    | 30  | Jo Gartner         | 4, 10–16      |
| Ligier Loto                     | Ligier     | JS23 JS23B   | Renault EF4 1.5 V6t                             | M    | 25  | François Hesnault  | Todas         |
| Ligier Loto                     | Ligier     | JS23 JS23B   | Renault EF4 1.5 V6t                             | M    | 26  | Andrea de Cesaris  | Todas         |
| Scuderia Ferrari                | Ferrari    | 126C4        | Ferrari 031 1.5 V6t                             | G    | 27  | Michele Alboreto   | Todas         |
| Scuderia Ferrari                | Ferrari    | 126C4        | Ferrari 031 1.5 V6t                             | G    | 28  | René Arnoux        | Todas         |

## Resultados
| Carrera                                    | Fecha           | Circuito          | Piloto ganador   | Constructor    | Resultados |
| ------------------------------------------ | --------------- | ----------------- | ---------------- | -------------- | ---------- |
| Gran Premio de Brasil                      | 25 de marzo     | Jacarepaguá       | Alain Prost      | McLaren-TAG    | Resultados |
| Gran Premio de Sudáfrica                   | 7 de abril      | Kyalami           | Niki Lauda       | McLaren-TAG    | Resultados |
| Gran Premio de Bélgica                     | 29 de abril     | Zolder            | Michele Alboreto | Ferrari        | Resultados |
| Gran Premio de San Marino                  | 6 de mayo       | Imola             | Alain Prost      | McLaren-TAG    | Resultados |
| Gran Premio de Francia                     | 20 de mayo      | Dijon-Prenois     | Niki Lauda       | McLaren-TAG    | Resultados |
| Gran Premio de Mónaco                      | 27 de mayo      | Mónaco            | Alain Prost      | McLaren-TAG    | Resultados |
| Gran Premio de Canadá                      | 17 de junio     | Gilles Villeneuve | Nelson Piquet    | Brabham-BMW    | Resultados |
| Gran Premio del este de los Estados Unidos | 24 de junio     | Detroit           | Nelson Piquet    | Brabham-BMW    | Resultados |
| Gran Premio de Dallas                      | 8 de julio      | Fair Park         | Keke Rosberg     | Williams-Honda | Resultados |
| Gran Premio de Gran Bretaña                | 22 de julio     | Brands Hatch      | Niki Lauda       | McLaren-TAG    | Resultados |
| Gran Premio de Alemania                    | 29 de julio     | Hockenheimring    | Alain Prost      | McLaren-TAG    | Resultados |
| Gran Premio de Austria                     | 19 de agosto    | Osterreichring    | Niki Lauda       | McLaren-TAG    | Resultados |
| Gran Premio de los Países Bajos            | 26 de agosto    | Zandvoort         | Alain Prost      | McLaren-TAG    | Resultados |
| Gran Premio de Italia                      | 9 de septiembre | Monza             | Niki Lauda       | McLaren-TAG    | Resultados |
| Gran Premio de Europa                      | 7 de octubre    | Nürburgring       | Alain Prost      | McLaren-TAG    | Resultados |
| Gran Premio de Portugal                    | 21 de octubre   | Estoril           | Alain Prost      | McLaren-TAG    | Resultados |

## Clasificaciones

### Sistema de puntuación
| Posición | 1.º | 2.º | 3.º | 4.º | 5.º | 6.º |
| Puntos   | 9   | 6   | 4   | 3   | 2   | 1   |

- La carrera de Mónaco fue detenida con bandera roja en la vuelta 31 de 77 por lo tanto se otorgaron la mitad de los puntos.
- Stefan Bellof finalizó en el tercer puesto de la carrera de Mónaco, pero por la descalificación de Tyrrell toda la temporada por usar más del peso mínimo, Bellof cuenta como descalificado.

### Campeonato de Pilotos
| Pos. | Piloto             | BRA | RSA | BEL | SMR | FRA | MON | CAN | USE | USA | GBR | GER | AUT | NED | ITA | EUR | POR | Puntos |
| ---- | ------------------ | --- | --- | --- | --- | --- | --- | --- | --- | --- | --- | --- | --- | --- | --- | --- | --- | ------ |
| 1    | Niki Lauda         | Ret | 1   | Ret | Ret | 1   | Ret | 2   | Ret | Ret | 1   | 2   | 1   | 2   | 1   | 4   | 2   | 72     |
| 2    | Alain Prost        | 1   | 2   | Ret | 1   | 7   | 1   | 3   | 4   | Ret | Ret | 1   | Ret | 1   | Ret | 1   | 1   | 71.5   |
| 3    | Elio de Angelis    | 3   | 7   | 5   | 3   | 5   | 5   | 4   | 2   | 3   | 4   | Ret | Ret | 4   | Ret | Ret | 5   | 34     |
| 4    | Michele Alboreto   | Ret | 11  | 1   | Ret | Ret | 6   | Ret | Ret | Ret | 5   | Ret | 3   | Ret | 2   | 2   | 4   | 30.5   |
| 5    | Nelson Piquet      | Ret | Ret | 9   | Ret | Ret | Ret | 1   | 1   | Ret | 7   | Ret | 2   | Ret | Ret | 3   | 6   | 29     |
| 6    | René Arnoux        | Ret | Ret | 3   | 2   | 4   | 3   | 5   | Ret | 2   | 6   | 6   | 7   | 11  | Ret | 5   | 9   | 27     |
| 7    | Derek Warwick      | Ret | 3   | 2   | 4   | Ret | Ret | Ret | Ret | Ret | 2   | 3   | Ret | Ret | Ret | 11  | Ret | 23     |
| 8    | Keke Rosberg       | 2   | Ret | 4   | Ret | 6   | 4   | Ret | Ret | 1   | Ret | Ret | Ret | 8   | Ret | Ret | Ret | 20.5   |
| 9    | Ayrton Senna       | Ret | 6   | 6   | DNQ | Ret | 2   | 7   | Ret | Ret | 3   | Ret | Ret | Ret |     | Ret | 3   | 13     |
| 10   | Nigel Mansell      | Ret | Ret | Ret | Ret | 3   | Ret | 6   | Ret | 6   | Ret | 4   | Ret | 3   | Ret | Ret | Ret | 13     |
| 11   | Patrick Tambay     | 5   | Ret | 7   | Ret | 2   | Ret | DNS | Ret | Ret | 8   | 5   | Ret | 6   | Ret | Ret | 7   | 11     |
| 12   | Teo Fabi           | Ret | Ret | Ret | Ret | 9   |     |     | 3   |     | Ret | Ret | 4   | 5   | Ret | Ret |     | 9      |
| 13   | Riccardo Patrese   | Ret | 4   | Ret | Ret | Ret | Ret | Ret | Ret | Ret | 12  | Ret | 10  | Ret | 3   | 6   | 8   | 8      |
| 14   | Jacques Laffite    | Ret | Ret | Ret | Ret | 8   | 8   | Ret | 5   | 4   | Ret | Ret | Ret | Ret | Ret | Ret | 14  | 5      |
| 15   | Thierry Boutsen    | 6   | 12  | Ret | 5   | 11  | DNQ | Ret | Ret | Ret | Ret | Ret | 5   | Ret | 10  | 9   | Ret | 5      |
| 16   | Eddie Cheever      | 4   | Ret | Ret | 7   | Ret | DNQ | 11  | Ret | Ret | Ret | Ret | Ret | 13  | 9   | Ret | 17  | 3      |
| 17   | Stefan Johansson   |     |     |     |     |     |     |     |     |     | DSQ | DSQ | DNQ | DSQ | 4   | Ret | 11  | 3      |
| 18   | Andrea de Cesaris  | Ret | 5   | Ret | 6   | 10  | Ret | Ret | Ret | Ret | 10  | 7   | Ret | Ret | Ret | 7   | 12  | 3      |
| 19   | Piercarlo Ghinzani | Ret | DNS | Ret | DNQ | 12  | 7   | Ret | Ret | 5   | 9   | Ret | Ret | Ret | 7   | Ret | Ret | 2      |
| 20   | Marc Surer         | 7   | 9   | 8   | Ret | Ret | DNQ | Ret | Ret | Ret | 11  | Ret | 6   | Ret | Ret | Ret | Ret | 1      |
| NC   | Jo Gartner         |     |     |     | Ret |     |     |     |     |     | Ret | Ret | Ret | 12  | 51  | Ret | 16  | 0      |
| NC   | Gerhard Berger     |     |     |     |     |     |     |     |     |     |     |     | 12  |     | 61  | Ret | 13  | 0      |
| NC   | François Hesnault  | Ret | 10  | Ret | Ret | DNS | Ret | Ret | Ret | Ret | Ret | 8   | 8   | 7   | Ret | 10  | Ret | 0      |
| NC   | Corrado Fabi       |     |     |     |     |     | Ret | Ret |     | 7   |     |     |     |     |     |     |     | 0      |
| NC   | Mauro Baldi        | Ret | 8   | Ret | 8   | Ret | DNQ |     |     |     |     |     |     |     |     | 8   | 15  | 0      |
| NC   | Manfred Winkelhock | EX  | Ret | Ret | Ret | Ret | Ret | 8   | Ret | 8   | Ret | Ret | DNS | Ret | DNS |     | 10  | 0      |
| NC   | Jonathan Palmer    | 8   | Ret | 10  | 9   | 13  | DNQ |     | Ret | Ret | Ret | Ret | 9   | 9   | Ret | Ret | Ret | 0      |
| NC   | Huub Rothengatter  |     |     |     |     |     |     | NC  | DNQ | Ret | NC  | 9   | NC  | Ret | 8   |     |     | 0      |
| NC   | Johnny Cecotto     | Ret | Ret | Ret | NC  | Ret | Ret | 9   | Ret | Ret | DNQ |     |     |     |     |     |     | 0      |
| NC   | Philippe Alliot    | Ret | Ret | DNQ | Ret | Ret | DNQ | 10  | Ret | DNS | Ret | Ret | 11  | 10  | Ret | Ret | Ret | 0      |
| NC   | Stefan Bellof      | DSQ | DSQ | DSQ | DSQ | DSQ | DSQ | DSQ | DSQ | DSQ | DSQ |     | EX  | DSQ |     |     |     | 0      |
| NC   | Martin Brundle     | DSQ | DSQ | DSQ | DSQ | DSQ | DNQ | DSQ | DSQ | DNQ |     |     |     |     |     |     |     | 0      |
| NC   | Mike Thackwell     |     |     |     |     |     |     | Ret |     |     |     | DNQ |     |     |     |     |     | 0      |
| NC   | Philippe Streiff   |     |     |     |     |     |     |     |     |     |     |     |     |     |     |     | Ret | 0      |
| NC   | Pierluigi Martini  |     |     |     |     |     |     |     |     |     |     |     |     |     | DNQ |     |     | 0      |
| Pos  | Piloto             | BRA | RSA | BEL | SMR | FRA | MON | CAN | USE | USA | GBR | GER | AUT | NED | ITA | EUR | POR | Puntos |

| Color      | Resultado                          |
| ---------- | ---------------------------------- |
| Oro        | Ganador                            |
| Plata      | 2.º puesto                         |
| Bronce     | 3.er puesto                        |
| Verde      | Finalizó en los puntos             |
| Azul       | Finalizó sin puntos                |
| Azul       | NC - No clasificado                |
| Violeta    | Ret - No terminó                   |
| Rojo       | DNQ - No se clasificó              |
| Rojo       | DNPQ - No se preclasificó          |
| Negro      | DSQ - Descalificado                |
| Blanco     | DNS - No empezó                    |
| Blanco     | WD - Retirado                      |
| Blanco     | C - Carrera cancelada              |
| Azul claro | TD - Entrenamientos libres (2003-) |
| Sin color  | DNP - Inscrito, pero no participó  |
| Sin color  | INJ - Inscrito, pero lesionado     |
| Sin color  | EX - Excluido                      |

| Estado  | Resultado                                                                             |
| ------- | ------------------------------------------------------------------------------------- |
| Negrita | Pole position                                                                         |
| Cursiva | Vuelta rápida                                                                         |
| 1-8     | Posiciones puntuables de clasificación sprint (2021-)                                 |
| †       | No acabó el Gran Premio, pero fue clasificado ya que completó el porcentaje necesario |
| ‡       | Monoplaza compartido                                                                  |
| ~       | Se otorgó la mitad de puntos ya que no se cumplió con el 75% de la carrera            |
| ≠       | No obtuvo puntos ya que era piloto invitado                                           |
| F2      | Inscrito para carrera de Fórmula 2, no sumaba puntos                                  |

#### Estadísticas del Campeonato de Pilotos
| Pos. | Piloto             | N.º   | Puntos | Victorias | Podios | Poles |
| ---- | ------------------ | ----- | ------ | --------- | ------ | ----- |
| 1    | Niki Lauda         | 8     | 72     | 5         | 9      |       |
| 2    | Alain Prost        | 7     | 71.5   | 7         | 9      | 3     |
| 3    | Elio de Angelis    | 11    | 34     |           | 4      | 1     |
| 4    | Michele Alboreto   | 27    | 30.5   | 1         | 4      | 2     |
| 5    | Nelson Piquet      | 1     | 29     | 2         | 4      | 9     |
| 6    | René Arnoux        | 28    | 27     |           | 4      |       |
| 7    | Derek Warwick      | 16    | 23     |           | 4      |       |
| 8    | Keke Rosberg       | 6     | 20.5   | 1         | 2      |       |
| 9    | Ayrton Senna       | 19    | 13     |           | 3      |       |
| 10   | Nigel Mansell      | 12    | 13     |           | 2      |       |
| 11   | Patrick Tambay     | 15    | 11     |           | 1      | 1     |
| 12   | Teo Fabi           | 2     | 9      |           | 1      |       |
| 13   | Riccardo Patrese   | 22    | 8      |           | 1      |       |
| 14   | Jacques Laffite    | 5     | 5      |           |        |       |
| 15   | Thierry Boutsen    | 18    | 5      |           |        |       |
| 16   | Stefan Johansson   | 20    | 3      |           |        |       |
| 17   | Eddie Cheever      | 23    | 3      |           |        |       |
| 18   | Andrea de Cesaris  | 26    | 3      |           |        |       |
| 19   | Piercarlo Ghinzani | 24    | 2      |           |        |       |
| 20   | Marc Surer         | 17    | 1      |           |        |       |
| NC   | Philippe Alliot    | 9     |        |           |        |       |
| NC   | Stefan Bellof      | 4     |        |           |        |       |
| NC   | Jo Gartner         | 30    |        |           |        |       |
| NC   | Philippe Streiff   | 33    |        |           |        |       |
| NC   | Mike Thackwell     | 10    |        |           |        |       |
| NC   | François Hesnault  | 25    |        |           |        |       |
| NC   | Huub Rothengatter  | 21    |        |           |        |       |
| NC   | Corrado Fabi       | 2     |        |           |        |       |
| NC   | Johnny Cecotto     | 20    |        |           |        |       |
| NC   | Jonathan Palmer    | 10    |        |           |        |       |
| NC   | Manfred Winkelhock | 2     |        |           |        |       |
| NC   | Martin Brundle     | 3     |        |           |        |       |
| NC   | Mauro Baldi        | 21    |        |           |        |       |
| NC   | Gerhard Berger     | 14 31 |        |           |        |       |

- Los pilotos Gehard Berger (ATS) y Josef Gartner (Osella) no sumaron puntos debido a que sus respectivos equipos solamente inscribieron un coche para toda la temporada.

### Campeonato de Constructores
| Pos. | Constructor       | N.º | BRA | RSA | BEL | SMR | FRA | MON | CAN | USE | USA | GBR | GER | AUT | NED | ITA | EUR | POR | Puntos |
| ---- | ----------------- | --- | --- | --- | --- | --- | --- | --- | --- | --- | --- | --- | --- | --- | --- | --- | --- | --- | ------ |
| 1    | McLaren-TAG       | 7   | 1   | 2   | Ret | 1   | 7   | 1   | 3   | 4   | Ret | Ret | 1   | Ret | 1   | Ret | 1   | 1   | 143.5  |
| 1    | McLaren-TAG       | 8   | Ret | 1   | Ret | Ret | 1   | Ret | 2   | Ret | Ret | 1   | 2   | 1   | 2   | 1   | 4   | 2   | 143.5  |
| 2    | Ferrari           | 27  | Ret | 11  | 1   | Ret | Ret | 6   | Ret | Ret | Ret | 5   | Ret | 3   | Ret | 2   | 2   | 4   | 57.5   |
| 2    | Ferrari           | 28  | Ret | Ret | 3   | 2   | 4   | 3   | 5   | Ret | 2   | 6   | 6   | 7   | 11  | Ret | 5   | 9   | 57.5   |
| 3    | Lotus-Renault     | 11  | 3   | 7   | 5   | 3   | 5   | 5   | 4   | 2   | 3   | 4   | Ret | Ret | 4   | Ret | Ret | 5   | 47     |
| 3    | Lotus-Renault     | 12  | Ret | Ret | Ret | Ret | 3   | Ret | 6   | Ret | 6   | Ret | 4   | Ret | 3   | Ret | Ret | Ret | 47     |
| 4    | Brabham-BMW       | 1   | Ret | Ret | 9   | Ret | Ret | Ret | 1   | 1   | Ret | 7   | Ret | 2   | Ret | Ret | 3   | 6   | 38     |
| 4    | Brabham-BMW       | 2   | Ret | Ret | Ret | Ret | 9   | Ret | Ret | 3   | 7   | Ret | Ret | 4   | 5   | Ret | Ret | 10  | 38     |
| 5    | Renault           | 15  | 5   | Ret | 7   | Ret | 2   | Ret | DNS | Ret | Ret | 8   | 5   | Ret | 6   | Ret | Ret | 7   | 34     |
| 5    | Renault           | 16  | Ret | 3   | 2   | 4   | Ret | Ret | Ret | Ret | Ret | 2   | 3   | Ret | Ret | Ret | 11  | Ret | 34     |
| 5    | Renault           | 33  |     |     |     |     |     |     |     |     |     |     |     |     |     |     |     | Ret | 34     |
| 6    | Williams-Honda    | 5   | Ret | Ret | Ret | Ret | 8   | 8   | Ret | 5   | 4   | Ret | Ret | Ret | Ret | Ret | Ret | 14  | 25.5   |
| 6    | Williams-Honda    | 6   | 2   | Ret | 4   | Ret | 6   | 4   | Ret | Ret | 1   | Ret | Ret | Ret | 8   | Ret | Ret | Ret | 25.5   |
| 7    | Toleman-Hart      | 19  | Ret | 6   | 6   | DNQ | Ret | 2   | 7   | Ret | Ret | 3   | Ret | Ret | Ret | 4   | Ret | 3   | 16     |
| 7    | Toleman-Hart      | 20  | Ret | Ret | Ret | NC  | Ret | Ret | 9   | Ret | Ret | DNQ |     |     |     | DNQ | Ret | 11  | 16     |
| 8    | Alfa Romeo        | 22  | Ret | 4   | Ret | Ret | Ret | Ret | Ret | Ret | Ret | 12  | Ret | 10  | Ret | 3   | 6   | 8   | 11     |
| 8    | Alfa Romeo        | 23  | 4   | Ret | Ret | 7   | Ret | DNQ | 11  | Ret | Ret | Ret | Ret | Ret | 13  | 9   | Ret | 17  | 11     |
| 9    | Ligier-Renault    | 25  | Ret | 10  | Ret | Ret | DNS | Ret | Ret | Ret | Ret | Ret | 8   | 8   | 7   | Ret | 10  | Ret | 3      |
| 9    | Ligier-Renault    | 26  | Ret | 5   | Ret | 6   | 10  | Ret | Ret | Ret | Ret | 10  | 7   | Ret | Ret | Ret | 7   | 12  | 3      |
| 10   | Arrows-Ford       | 17  | 7   | 9   | 8   |     | Ret | DNQ | Ret | Ret |     |     |     |     |     |     |     |     | 3      |
| 10   | Arrows-Ford       | 18  | 6   | 12  |     | 5   |     |     |     |     |     |     |     |     |     |     |     |     | 3      |
| 11   | Arrows-BMW        | 17  |     |     |     | Ret |     |     |     |     | Ret | 11  | Ret | 6   | Ret | Ret | Ret | Ret | 3      |
| 11   | Arrows-BMW        | 18  |     |     | Ret |     | 11  | DNQ | Ret | Ret | Ret | Ret | Ret | 5   | Ret | 10  | 9   | Ret | 3      |
| 12   | Osella-Alfa Romeo | 24  | Ret | DNS | Ret | DNQ | 12  | 7   | Ret | Ret | 5   | 9   | Ret | Ret | Ret | 7   | Ret | Ret | 2      |
| 12   | Osella-Alfa Romeo | 30  |     |     |     | Ret |     |     |     |     |     | Ret | Ret | Ret | 12  | 5   | Ret | 16  | 2      |
| NC   | ATS-BMW           | 14  | EX  | Ret | Ret | Ret | Ret | Ret | 8   | Ret | 8   | Ret | Ret | DNS | Ret | DNS |     | 13  | 0      |
| NC   | ATS-BMW           | 31  |     |     |     |     |     |     |     |     |     |     |     | 12  |     | 6   | Ret |     | 0      |
| NC   | Spirit-Hart       | 21  | Ret | 8   | Ret | 8   | Ret | DNQ | NC  |     | Ret | NC  | 9   | NC  | Ret | 8   | 8   | 15  | 0      |
| NC   | RAM-Hart          | 9   | Ret | Ret | DNQ | Ret | Ret | DNQ | 10  | Ret | DNS | Ret | Ret | 11  | 10  | Ret | Ret | Ret | 0      |
| NC   | RAM-Hart          | 10  | 8   | Ret | 10  | 9   | 13  | DNQ | Ret | Ret | Ret | Ret | Ret | 9   | 9   | Ret | Ret | Ret | 0      |
| NC   | Spirit-Ford       | 21  |     |     |     |     |     |     |     | DNQ |     |     |     |     |     |     |     |     | 0      |
| NC   | Tyrrell-Ford      | 3   | DSQ | DSQ | DSQ | DSQ | DSQ | DNQ | DSQ | DSQ | DNQ | DSQ | DSQ | DNQ | DSQ |     |     |     | 0      |
| NC   | Tyrrell-Ford      | 4   | DSQ | DSQ | DSQ | DSQ | DSQ | DSQ | DSQ | DSQ | DSQ | DSQ | DNQ | EX  | DSQ |     |     |     | 0      |
| Pos  | Constructor       | N.º | BRA | RSA | BEL | SMR | FRA | MON | CAN | USE | USA | GBR | GER | AUT | NED | ITA | EUR | POR | Puntos |

| Color      | Resultado                          |
| ---------- | ---------------------------------- |
| Oro        | Ganador                            |
| Plata      | 2.º puesto                         |
| Bronce     | 3.er puesto                        |
| Verde      | Finalizó en los puntos             |
| Azul       | Finalizó sin puntos                |
| Azul       | NC - No clasificado                |
| Violeta    | Ret - No terminó                   |
| Rojo       | DNQ - No se clasificó              |
| Rojo       | DNPQ - No se preclasificó          |
| Negro      | DSQ - Descalificado                |
| Blanco     | DNS - No empezó                    |
| Blanco     | WD - Retirado                      |
| Blanco     | C - Carrera cancelada              |
| Azul claro | TD - Entrenamientos libres (2003-) |
| Sin color  | DNP - Inscrito, pero no participó  |
| Sin color  | INJ - Inscrito, pero lesionado     |
| Sin color  | EX - Excluido                      |

| Estado  | Resultado                                                                             |
| ------- | ------------------------------------------------------------------------------------- |
| Negrita | Pole position                                                                         |
| Cursiva | Vuelta rápida                                                                         |
| 1-8     | Posiciones puntuables de clasificación sprint (2021-)                                 |
| †       | No acabó el Gran Premio, pero fue clasificado ya que completó el porcentaje necesario |
| ‡       | Monoplaza compartido                                                                  |
| ~       | Se otorgó la mitad de puntos ya que no se cumplió con el 75% de la carrera            |
| ≠       | No obtuvo puntos ya que era piloto invitado                                           |
| F2      | Inscrito para carrera de Fórmula 2, no sumaba puntos                                  |

### Estadísticas del Campeonato de Constructores
| Pos. | Equipo            | Puntos | Victorias | Podios | Poles |
| ---- | ----------------- | ------ | --------- | ------ | ----- |
| 1    | McLaren-TAG       | 143.5  | 12        | 18     | 3     |
| 2    | Ferrari           | 57.5   | 1         | 8      | 2     |
| 3    | Lotus-Renault     | 47     |           | 6      | 2     |
| 4    | Brabham-BMW       | 38     | 2         | 5      | 9     |
| 5    | Renault           | 34     |           | 5      | 1     |
| 6    | Williams-Honda    | 25.5   | 1         | 2      |       |
| 7    | Toleman-Hart      | 16     |           | 3      |       |
| 8    | Alfa Romeo        | 11     |           | 1      |       |
| 9    | Arrows-BMW        | 3      |           |        |       |
| 10   | Ligier-Renault    | 3      |           |        |       |
| 11   | Arrows-Ford       | 3      |           |        |       |
| 12   | Osella-Alfa Romeo | 2      |           |        |       |
| NC   | Toleman-Hart      |        |           |        |       |
| NC   | Spirit-Hart       |        |           |        |       |
| NC   | Spirit-Ford       |        |           |        |       |
| NC   | ATS-BMW           |        |           |        |       |
| NC   | RAM-Hart          |        |           |        |       |
| NC   | Tyrrell-Ford      |        |           |        |       |

- Antes del Gran Premio de Gran Bretaña, Tyrrell fue desclasificado del Campeonato Mundial de Pilotos y Campeonato Mundial de Constructores debido a una infracción técnica, que se había descubierto en el Gran Premio de Detroit. Continuaron corriendo bajo apelación pero no fueron elegibles para ganar puntos para el Campeonato. El 29 de agosto, la FIA rechazó la apelación del equipo y los excluyó de las últimas tres carreras de la temporada.